# Ezechiele tragico
Ezechiele tragico o (in greco antico: Ἐζηκιῆλος?, Ezekiêlos; Alessandria d'Egitto, ... – II secolo a.C.) è stato un drammaturgo ebreo antico ellenistico.

## Biografia
Ebreo, probabilmente visse ed operò ad Alessandria d'Egitto, dove avrebbe scritto più opere, come mostra il modo in cui viene citato dalle fonti, ossia come autore di più tragedie ('Εζηκιῆλος ὁ τῶν τραγωδιῶν ποιητής). Alcuni studiosi hanno posto la sua attività nel II secolo a.C., ma senza prove convincenti.

## Esodo
La sua unica opera conosciuta, la tragedia Ἐξαγωγὴ (Exagōgē, "Esodo"), sopravvive solo in 17 frammenti, riportati negli scritti di Eusebio di Cesarea, Clemente Alessandrino e, di seconda mano da questi autori precedenti, Eustazio di Tessalonica, per un totale di 279 trimetri giambici, che permettono a grandi linee di ricostruire la trama della tragedia, rivisitazione della narrazione biblica dell'Esodo biblico dall'Egitto. Il personaggio principale del dramma era Mosè, che nei frammenti superstiti (per sei scene) è sempre in scena, e parti della storia biblica sono state modificate per soddisfare le esigenze della narrazione.

### Trama
I frammenti, infatti, si aprono con un discorso-prologo in cui Mosè racconta l'oppressione degli Israeliti in Egitto e la sua nascita e la prima infanzia; successivamente, si ha l'incontro di Mosè con Sefora e le sue sorelle e Sefora stessa racconta del suo matrimonio con Mosè. Ancora, Mosè racconta un sogno a suo suocero Raguel, che lo interpreta come presagio della sua futura grandezza. In un altro estratto, Dio appare a Mosè nel roveto ardente, dicendogli che deve tornare e guidare gli israeliti fuori dall'Egitto, promettendo che lo farà aiutare da Aronne a rivolgersi agli israeliti e al faraone e a provvederlo con poteri miracolosi. Dio poi dice a Mosè delle piaghe che infliggerà all'Egitto per obbligare la liberazione degli israeliti e dà istruzioni per la prima Pasqua e la sua futura celebrazione, poi ripetute, probabilmente da Mosè agli israeliti. Infine, dopo che un messaggero riporta la distruzione dell'esercito egiziano nel Mar Rosso, un osservatore descrive un'oasi che gli israeliti hanno raggiunto dopo la traversata del Mar Rosso e l'avvistamento di uno straordinario uccello riconoscibile come la fenice.

### Analisi
Questi cambiamenti probabilmente indicano l'intenzione di Ezechiele di mettere in scena la tragedia, dal momento che alcune scene, se narrate in aderenza alla Bibbia, sarebbero state impossibili da rappresentare. Ragion per cui episodi come l'attraversamento del Mar Rosso sono stati convertiti in narrazioni da parte di un messaggero (un egiziano scampato all'annientamento, nel quarto episodio). Ancora, per aggiungere spettacolarità e coerenza, è stato ipotizzato che i vari scontri con il faraone fossero riuniti in un solo agone (nel terzo episodio, non citato), che si doveva chiudere con la morte del primogenito del re e la conseguente licenza di partire per gli ebrei. Infine, nel quinto episodio, come detto, una nuova rhesis citava la visione da parte degli ebrei, nell'oasi di Elim, della Fenice, simbolo di rinascita del popolo.
Questo dramma è, di fatto, nel mescolare la storia biblica con il dramma tragico di ispirazione euripidea. In primo luogo, perché l'Exagoge, con i suoi 279 trimetri giambici, è il più esteso esempio di letteratura drammatica del periodo ellenistico dopo l'Alessandra di Licofrone. In secondo luogo, è il primo dramma ebraico a noi noto, e come tale fornisce informazioni importanti su come un Ebreo ellenizzato avrebbe cercato di plasmare il materiale biblico in forme drammatiche greche mediante tecniche sviluppate dai tragici classici; per quanto riguarda lo stile, "i trimetri giambici sono tollerabili, il linguaggio è arido e prosaico", sacrificato all'impostazione didascalica e divulgativa dell'autore.